# Carl Adam Svanberg
Carl Adam Svanberg, född 24 juni 1819 i Västra Ryds socken i Östergötland, död 25 november 1889 i Vimmerby, Kalmar län,  var en svensk juvelerare och litograf.
Han var gift med Anna Charlotta Sevén. Svanberg kom från Eksjö till Stockholm där han 1842 var verksam som litograf och tryckte tidskriften Nytt Lördags-Magazin för Guitarrspelare. Han titulerades juvelerargesäll i samband med att han flyttade till Vimmerby 1846. Under sin tid i Vimmerby var han verksam som juvelerare.